# ژی‌سی‌بی
ژی‌سی‌بی (انگلیسی: JCB) شرکت خدمات مالی ژاپنی است، که در سال ۱۹۶۱ تأسیس شد.